# Peter Stöcklin

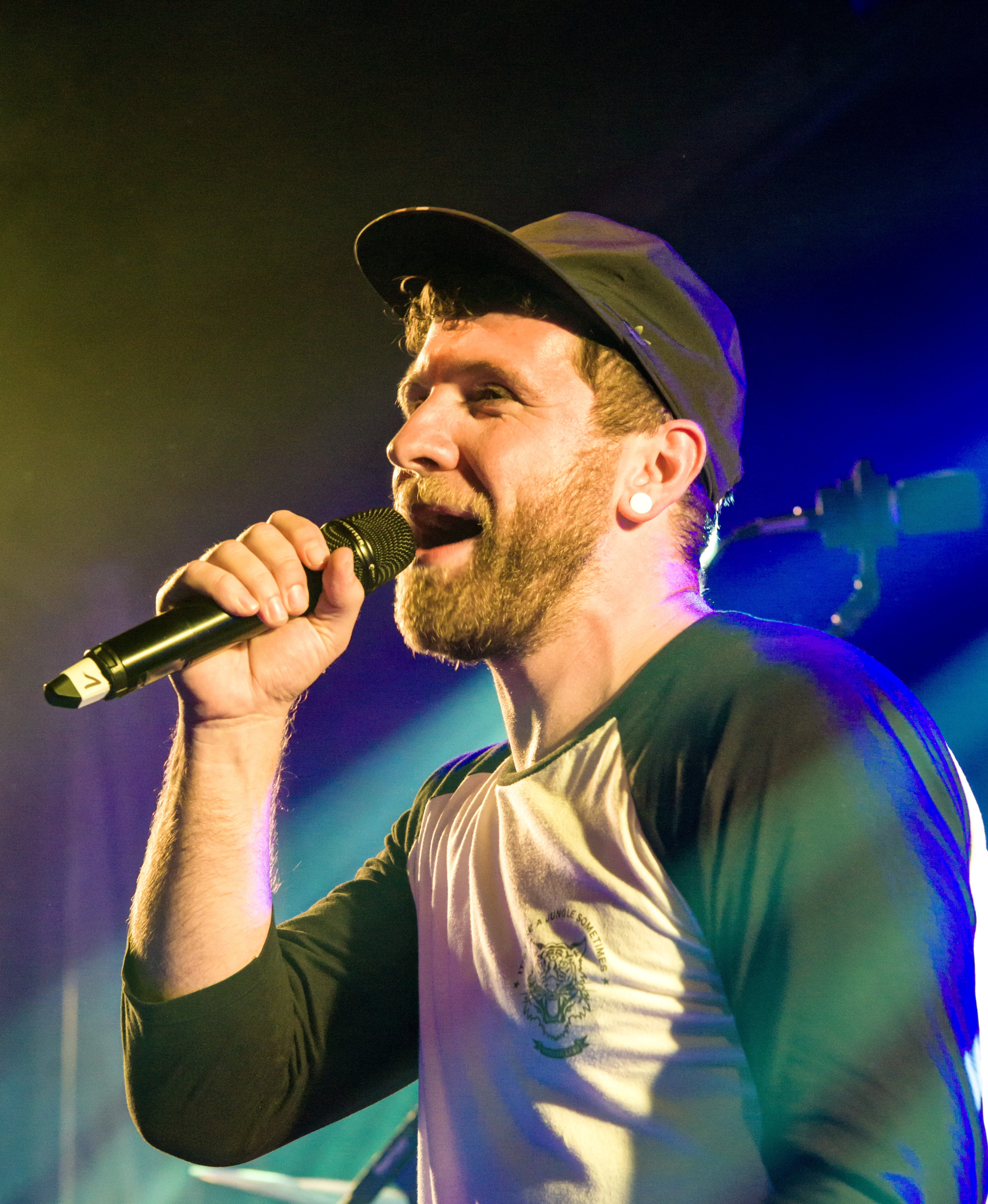
Peter Stöcklin als Frontmann von Otto Normal auf dem Zelt-Musik-Festival 2017

Peter Stöcklin (* 14. Januar 1983 in Lörrach), auch als Chabezo bekannt, ist ein deutscher Sänger und Rapper.

## Leben
Stöcklin arbeitet als Jugendarbeiter in der Schweiz. Nach seinem Abitur in Schopfheim und einem einjährigen Praktikum an der Gehörlosen- und Sprachheilschule Riehen studierte er Soziale Arbeit an der Hochschule für Soziale Arbeit (FHNW) in Basel und schloss mit dem Bachelor of Arts ab.
2001 gründete er seine erste Band [bih’tnik], mit der er in zehn Jahren die drei Alben Feuer und Flamme, Kein Zurück und Stroboskop produzierte. Während der Zeit mit [bih'tnik] entstand das Solo-Projekt Chabezo.
Seit Oktober 2010 ist Stöcklin Leadsänger der Band Otto Normal. Er gewann mit der Formation mehrere Preise und hatte diverse Auftritte im Fernsehen. 2014 hatten sie zusammen mit anderen Künstlern einen Auftritt vor dem Brandenburger Tor anlässlich des 25. Jubiläums des Mauerfalls. Otto Normal veröffentlichten die Alben Wahnsinn (2012), Das Neue Normal (2014) und Wieder Wir (2018). Otto Normal sind neben Stöcklin noch Lukas Oberascher (Keyboards), Emanuel Teschke (Bass), Anthony Greminger (Schlagzeug), Sebastian Scheipers (Gitarre).
In seinem Solo-Projekt Chabezo brachte Stöcklin seit 2019 mehrere EPs und ein Album heraus.
Zusammen mit Sebastian Scheipers – mit dem er bereits in den Bands Otto Normal und [bih'tnik] gemeinsam gespielt hatte – bildet er seit 2015 das Duo Frische Luft. Ebenfalls zusammen mit Scheipers gründete er in Berlin das Unternehmen Frische Luft Music, unter dessen Label er Künstler wie Katharina Stark oder Moritz Jahn produziert. Gemeinsam mit Jahn spielte Frische Luft 2022 eine deutschlandweite Club-Tournee.
Stöcklin produziert außerdem Musik für Film und Werbung.

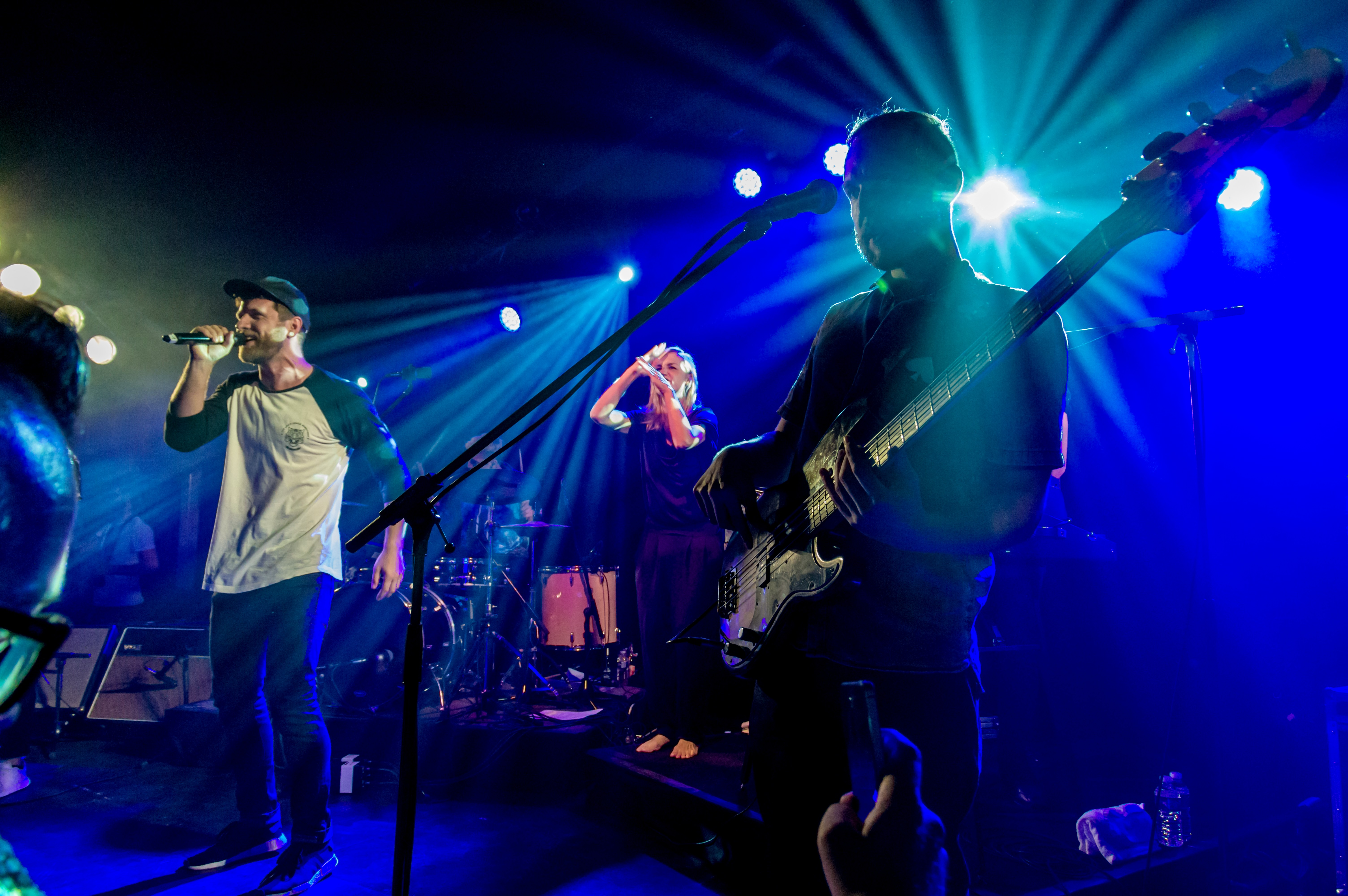
Peter Stöcklin mit Gebärdendolmetscherin auf dem Zeltmusik-Festival 2017

## Gesellschaftliches Engagement
Stöcklin ist Mitbegründer des Vereins „Spende Deine Zeit e.V.“, der es sich zum Ziel gesetzt hat, freiwilliges Engagement zu fördern. 2014 führte der Verein das internationale Projekt Have A Say durch, das mit dem Chungking Mansions Service Centre (einem Empfangszentrum für Flüchtlinge) in Hongkong zusammenarbeitete. Aus Textideen und Songmaterial der Flüchtlinge vor Ort produzierte er eine CD. Die abschließenden Arbeiten wurden mit Musikern, Künstlern und Designern aus dem Dreiländereck Deutschland, Frankreich, Schweiz (RegioTriRhena) durchgeführt, wobei alle Aktivitäten von 124 Personen ehrenamtlich ausgeführt wurden. Die gesamten Einnahmen der CD-Verkäufe gehen direkt an die Flüchtlingsorganisation Christian Action – Chungking Mansions Service Center in Hongkong.
2014 war Stöcklin Mitgründer der gemeinnützigen Unternehmergesellschaft „Norm braucht Vielfalt“ (gUG). Die Initiative lanciert Kunst und Kulturprojekte und macht sich für eine offene Gesellschaft stark. So veröffentlichte „Norm braucht Vielfalt“ 2015 das Debütalbum Kickeria der Boxitos, einer Inklusions-Band, in der Jugendliche mit Behinderung zusammen mit Musikschaffenden aus der Schweiz und Deutschland musizieren. Das von Otto Normal unterstützte Song-Projekt „Bunt wie Musik“ mit Schülern einer Berliner Schule, jungen Erwachsenen mit Behinderung und Senioren war unter den Finalisten des MIXED UP Wettbewerbs der Bundesvereinigung Kulturelle Kinder- und Jugendbildung (BKJ) 2017. Das „Kaum Anders“ Musikprojekt mit schwerstbehinderten Menschen in Müllheim im Markgräflerland trat auf beim internationalen Inklusions-Festival „Markhof rockt“ 2017.
Am 29. August 2015 am Tag der offenen Tür des Bundeskanzleramts war Norm braucht Vielfalt mit einem Stand vertreten.

## Preise
- 2013 VIA Award mit Otto Normal[11]
- 2013 Berlin Music Award[11]

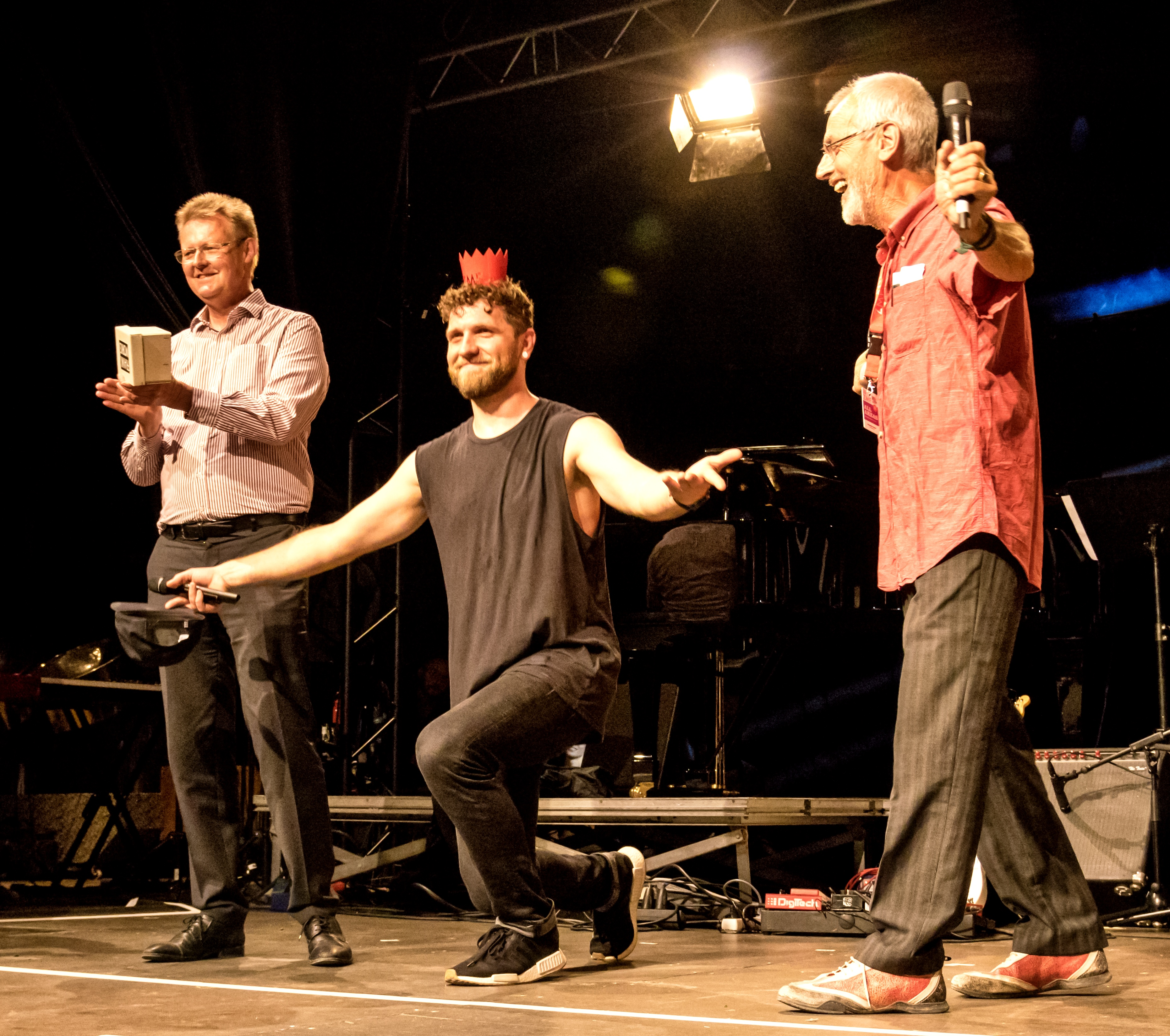
Preisverleihung auf dem Galaabend des Zelt-Musik-Festivals 2017 in Freiburg im Breisgau

- 2017 Preisträger des Zelt-Musik-Festivals[12]

## Diskographie
[bih’tnik]
- Feuer und Flamme, 2003
- Kein Zurück, 2009
- Stroboskop, 2010

Otto Normal
- Wahnsinn, Reposit Entertainment, 2012
- Otto Normal im Club, Reposit Entertainment, 2012
- Das Neue Normal, Reposit Entertainment, 2014
- Akustik Session (Vinyl-Edition), Reposit Entertainment, 2015
- Wieder wir, Jazzhaus Records, 2018
- Future Shit, Frische Luft Music, 2022

Chabezo
- Leih mir deinen Hund, 2019
- Teufelszeug, 2020
- Nine to High Five, 2020
- Papiertiger, 2021
- Engelszungen, 2021
- Nebelleben, 2022
- Draußenseiter, 2022
- Partners in Crime, 2023
- Salto Mortale, 2023
- Dolce Vita, 2023 (zusammen mit Annie Chops)